# Fender Precision Bass
Fender Precision Bass prva je bas-gitara ikada napravljena i promovirana na tržištu. Model se pojavio 1951., a svoj prepoznatljiv dizajn, koji i dan danas ima, dobio je 1956. godine. Autor tog instrumenta je Leo Fender, koji je imao namjeru napraviti instrument koji bi bio manji od kontrabasa i kojega bi mogli glazbenici staviti u automobil. Bas gitara je zauvijek promijenila glazbu i model Precision se i danas pojavljuje u svim žanrovima: rock, heavy metal, pop i slično.

## Izgled i funkcija
Precision je model jednostavne konstrukcije. Ima samo jedan elektromagnet koji se naziva P. Ima dvije tonske kontrole: jakost i boja zvuka. Zbog jednostavnosti i dizajna, to je bas-gitara svih perioda, trendova i žanrova.

## Povijest razvoja bas-gitare
Kraj 17. stoljeća za akustičnu bas-gitaru vezan je u povijesti kroz razvoj žičanog instrumenta lutnje i to kao njezina završna, i najznačajnija epoha u razvoju kao instrumenta. Model lutnje, a prije svega njezin bas-tip teorba i kitarone, bila je tada osnovni bas instrument u carskim i kneževskim dvorskim ansamblima. Još jedan žičani instrument iz tog vremena, a povezan s kontrabasom, je instrument poznat kod južnoslavenskih naroda pod imenom berde. Od 19. stoljeća do danas stvoreni su različiti modeli akustičnih bas-gitara, koje su po osnovnoj formi slične: contra, bas-gitara ili akustična bas-gitara, tako da potpuno razgraničenje u njihovoj namjeni i nije moguće. Početkom 20. stoljeća u SAD-u proizvođač glazbenih instrumenata Gibson konstruirao je model akustične mandoline, poznatu pod nazivom "Mando-Bass" i sve prijašnje pokušaje sada konstrukciono uobličio u jednu cjelinu.

#### Povijest dizajna i konstrukcije
Razvoj električnih bas-gitara počeo je u ranim dvadesetima godinama 20. stoljeća kontrabasom.  Nekoliko godina prije početka razvoja Precision Bassa, bilo je više pokušaja da se dođe do optimalnog rješenja za konstrukciju i izgradnju električnog basa. Jedan od pionira na tom polju bio je i Lloyd Loar (1919. – 1924.) koji je tada bio direktor odjela razvoja korporacije Gibson. Jedan od njegovih uspješnih eksperimenata je bio električni kontrabas (pričvršćen elektromagnet na mostu instrumenta.)
U 1930-im proizveden je prvi električni uspravni bas koji je proizveo Rickenbacker, gdje je idejno rješenje ponuđeno u elektromagnetu smještenom ispod žica na tijelu basa. Prvi komercijalno urađeni električni bas instrument koji je imao na hvataljci pragove i koji se svirao kao gitare (vodoravno) je Audiovoxov model 736 Bas iz 1930-ih, kojega je razvio graditelj instrumenata Paul Tutmarc. Komercijalni uspjeh prethodnika električne bas-gitare nije bio značajan.
Čak i američki proizvođači glazbenih instrumenta kao Kay su 1940-tih bili uključeni u razvoj prvog električnog basa. Pokušaji su išli u pravcu da se od tijela akustične gitare daljnjom konstrukcijom nadogradi električni bas, te je bio čak i opremljen prototip model istog proizvođača (TGE vrat i elektromagneti.)  Međutim, potpuni uspjeh postignut je tek 1952. godine, godinu dana nakon pokretanja proizvodnje Precision serije.

#### Razvoj Precision Bassa; koncept 1951. godine
Krajem 1940-tih ideju industrijskog razvoja električne bas-gitare koja bi se izgledom i dizajnom oslanjala na već postojeće modele električne gitare imao je i osnivač Fender Musical Instrumentsa Leo Fender. Nastojao je konstruirati instrument koji će biti puno lakši i praktičniji od kontrabasa prilikom prijevoza, a i samog sviranja. Koncept je razradio na osobnom iskustvu stvaranja modela Telecaster gitare (puno tijelo iz jednog komada drveta na koje je vijcima pričvršćen vrat gitare, potenciometri na kromiranoj ploči i elektromagnet na sredini između mosta i vrata gitare), uz savjete mnogih tadašnjih glazbenika gitare. Bas model gitare u konačnici temeljio se na preciznoj ugradbi pragova na hvataljku gitare, što je pridonijelo lakšem i preciznijem sviranju (odatle i naziv Precision), a ravnoteža gitare je dobivena produživanjem duljine vrata. Prodaja novog modela bas-gitare bazirana je na prihvatljivoj ekonomičnoj kategoriji, i počela je u studenome 1951. godine. U ožujku iduće godine, Leu Fenderu je bio odobren i US patent za razvijene modele glazbenih instrumenata. Instrument je pobudio veliku znatiželju, posebno u country glazbi, i među jazz glazbenicima.

#### Razvoj Precisiona od 1955. – 1957. godine
Model Fender Stratocaster je predstavljen glazbenicima 1954. godine. Svojim modernim izgledom i vitkom krivuljom tijela bio je uistinu pravi hit godine. Suočen sa stalnim primjedbama prodajnim timovima na liniju Precision bas-gitare, kao i primjedbama studijskih glazbenika u recenzijama, Fender je težio poboljšanju dostignutog uspjeha, i otklanjanju uočenih nedostataka. Da bi to i ostvario, odlučio je model Precision basa što više uklopiti i približati u vizualni trend Stratocaster gitare. Šira glava gitare kao novina omogućila je bolju rezonanciju tona, i automatski se riješio problem postojanja mnogih mrtvih točki tona na hvataljci vrata gitare. Model bas-gitare iz 1955. godine, osim povećane gornje krivulje utora (mjesto oslona podlaktice), kao takav ipak zadržava najpribližniji izgled modela iz 1951. godine. Sljedeće godine došlo je i do kozmetičkih promjena: kromirane kape/poklopci preko mosta i elektromagneti gitare.

#### Precision 1957, savršena formula
Model Fender Precision Bass 1957. godine poprima svoj konačni oblik koji ima i danas: velika glava vrata poput Stratocaster gitare, dizajn krivulje tijela omugućava najveću udobnost pri sviranju, pristup elektronici ispod kromirane ploče na tijelu gitare zamijenjen je jednostavnijim 'mikro otvorima'. To idejno rješenje otvorilo je mogućnosti instalacije zajedničkog humbucker elektromagneta, kao npr. u modelima Gibson gitare. Ubrzo je problem uočen u razlici sinkroniziranog rada dvaju odvojenih namota elektromagneta: jedan za ton žice A i E, i jedan za žice D i G. Dobiveni ton nije zadovoljio traženu kvalitetu jer je bio 'previše tvrd'. Da bi riješio ovaj problem i dobio potrebniji 'mekši ton' Leo Fender se odlučio za svoj vlastiti model dvodijelnog elektromagneta s jednom zavojnicom, što je bilo savršeno rješenje.

#### 1959. – 1960., tehnička nadogradnja
Za razliku od klasičnih žičanih instrumenta proizvođača Gibson, u Fenderu svoje modele dizajniraju tako da budu što jednostavniji: tijelo je dizajnirano od jednog komada drveta, elektroničke komponente su zalemljene, dok je vrat gitare ipak još uvijek urađen od više dijelova. Prednost takvog načina dizajna modela pokazao se u praktičnoj primjeni odličnom jer se svaki dio bas-gitare u kratkom vremenu može brzo i jednostavno zamijeniti. Međutim, na svim standardnim modelima Fender Jazz Bass gitare i dalje je hvataljka urađena od ebanovine ili palisandera koja bi zatim naknadno bila postavljena na vrat gitare. Prednosti te dizajnerske novine prvi su uočili glazbenici, jer je hvataljka od palisandera dala posebnu topliju boju tona, tipičan Fenderov ton. To se posebno odnosi na model Precision Bass, gdje se time dobio puno bogatiji srednji, odnosno dublji ton gitare. Zbog te bitne značajke od 1959. godine model bas-gitare s hvataljkom od palisandera postao je standardni dizajn Fenderovog modela bas-gitare. U potrazi za poboljšanjem, Leo Fender je 1960. godine poradio na dizajnu hvataljke vrata te ju je zaoblio dajući joj u odnosu na prethodni model iz 1951. godine puno precizniji i jasniji ton. 
Najbolji primjer vjerojatno je tome 'zvuk' James Jamersona snimljen u Motown kompaniji, i koji je 1962. godine bio jedan od najprepoznatljivijih promicatelja modela Fender Precision Bass gitare.

#### Precision od 1965. – 1970. godine
Konkurencija na tržištu glazbenih instrumenata značajno je porasla, zato što je sve više proizvođača nudilo sve bolje i sofisticiranije instrumente (urađene od specifičnih vrsta drveta ili s dodatkom aktivne elektronike), čime se automatski dobila bolja kvaliteta instrumenta. Međutim, Fender je 1965. godine, pod vodstvom CBS korporacije i dalje ostao referentni brand. Dizajnerski gledano, od prvotnog izgleda Precisiona iz 1951. godine, i od početnog preimenovanja Telecaster bassa u model Precision je veliki korak do 1972. godine. Uveden je elektromagnet s jednom zavojnicom, i usvojeno je pravilo da se vrat fiksira za tijelo s tri vijka. Krunska novina te godine je bila prilagodba šipke u vratu bas-gitare za sve naredne Fender Jazz Bass modele. 
1970. godine CBS je vratio izgled Precisiona od 1959. godine: vrat od javora - specifičan model iz 1957. godine. Konačno, početkom 1970-tih pojavio se i prvi električni model Precision basa bez pragova, s vratom od javora ili palisandera. 
Tijekom 1970-ih, izbor metoda i proizvodnje CBS-a u skladu je s količinom i kvalitetom proizvedenih instrumenata koja nije zadovoljila sve zahtjevnije kritike glazbenika, koji su smatrali da je Fender kvalitetom nazadovao natrag u 50-te i 60-te. 
Leo Fender je između 1965. i 1970. u korporaciji CBS / Fender zadržao svoj status savjetnika za istraživanje i razvoj. Nastavio je iznimno plodan rad inovacijama kao što su:  Rhodes piano, Fender Mustang Bass i vibrato most s žičnjakom za akustičnu gitaru. Također je patentirao i razvio 12-žičani most za akustičnu gitaru. Jedan od njegovih posljednjih projekata kao savjetnika CBS-a je model Telecastera s B-Bender sistemom. Izumio je nagibni uređaj u tijelu gitare koji je omogućio da gitarista promjenom položaja držača remena aktivira polugu u tijelu gitare i time promijeni štim instrumenta.

## 1983. – 1995., preporod 'američkog standarda'
Dok korporaciji CBS opada kvaliteta izrađenih instrumenata, Fender sustavno provodi revitalizaciju svojih modela. Dan Smith iz Yamahe 1982. godine je unajmljen da preuzme produkciju, a istodobno dolazi i Bill Schultz na mjesto predsjednika u predsjedništvu kompanije. Do 1982. godine izrađena je većina dijelova za novi model Precisiona, ali sami nacrt Standard Precision urađen je tek 1983. godine. Novi model Precision Bassa ističu novi most, novi logotip, a primijenjen novi model spajanja i rasporeda vijaka na tijelu gitare. Međutim, tu ideju su dizajneri CBS-a odbacili, tako da puna zasluga za sve novine kasnije pripast će samo Fenderu. Tim Bill Schultza predlaže i novi plan za oporavak, tako da dobivaju sredstva za kupnju Fendera, ali ne za nastavak rada u svojoj tvornici u Fullertonu, nego u Japanu. Od 1984. do 1987. godine završena je tranzicija pogona. Vidljivo je da Fender postaje CBS FMIC i nastavlja proizvodnju u Japanu, s idejom da modele instrumenta podijele raznolikom području (pa i kupovnoj moći), kako bi mogli bolje istaknuti već uhodanu liniju 'standardnih' modela instrumenata. U takvim uvjetima iskristalizirao se pojam 'američkog standarda' za kvalitetu modela Precision Bass, koji je u vrijeme CBS-a bio izgubio svoj ugled. Oslanjajući se na modele iz '57. i '62. godine Fender je 1995. godine predstavio svoj novi Precision model, koji nema značajno velike razlike od markantnog modela Precisiona iz 1983. godine. Ističe ga visoka pravilnosti u proizvodnji i završna obrada, koja će se u odnosu na japanske modele pokazati kao pouzdani, klasični povratak dobrog branda.

### Modeli Fender Precision Bassa
Modele Fender Precision Bassa proizvođač do sada je ponudio u oko dvadeset različitih konfiguracija (serije, lepezi tona, dostupnoj opremi, broju žica ili vrsti drveta) koje su dostupne u velikom broju, a također i u velikoj lepezi raznovrsnih boja. Današnje moderne linije modela Precision dijelimo na:
- Standard Precision Bass - osnovni model s jednostavnim 'standardnim' oblikom,
- "American Standard" / "American Vintage" Precision Bass - posebna izdanja,
- "Highway One" Precision Bass - model s posebnom opremom (boja, mehanika - elektronika),
- "Road-Worn" serije - reizdanja serija s dodanim umjetnom znakom starenja instrumenta.
- nekoliko novih izdanja tj. povijesne serije (nova izdanja modela iz 50tih i 60tih godina),
- "Artist" modele (posvećeni poznatim glazbenicima, između ostalog: Mike Dirnt, Steve Harris, Pino Palladino, Sting, Duff McKagan, Frank Bello, Peter Wentz[15] i drugi.

Postoji mnogo primjeraka modela, varijacija i poboljšanja modela drugih proizvođača, koji su također uspješni u prodaji. Jedan od njih je glazbeni brand Fender Squier koji se na tržištu glazbenicima nudi pod oznakom "Squier by Fender". U osnovi to je jeftina imitacija Fenderovih modela električne gitare, odnosno bas-gitare.

## Poznati glazbenici koji sviraju Precision Bass
| - Bob Bogle (The Ventures) - Nick O'Malley (Arctic Monkeys) - Sid Vicious (Sex Pistols) - Glen Matlock (Sex Pistols) - Paul Simonon (The Clash) - Geezer Butler (Black Sabbath) - John Entwistle (The Who) - John Deacon (Queen) - Geddy Lee (Rush) - Tom "T-Bone" Wolk (Hall and Oates) - Dee Dee Ramone (The Ramones) - Howie Epstein (Tom Petty and the Heartbreakers) - Mike Dirnt (Green Day) - Mark Hoppus (Blink-182) - Alex James (Blur) - Cone McCaslin (Sum 41) | - Lou Barlow (Dinosaur Jr.) - Steve Harris (Iron Maiden) - Phil Lynott (Thin Lizzy) - John Frusciante (Red Hot Chili Peppers) - Nate Mendel (Foo Fighters) - Mark Stoermer (The Killers - Brian Wilson (The Beach Boys - Duff McKagan (Velvet Revolver i bivšim Guns N' Roses) - Jean Jacques Burnel (The Stranglers) - Sting (The Police) - David Desrosiers (Simple Plan) - Pete Wentz (Fall Out Boy) - Colin Greenwood (Radiohead) - Stu Cook (Creedence Clearwater Revival) - Dusty Hill (ZZ Top) - Roger Waters (Pink Floyd) |

## Vanjske poveznice
- Precision Bass na www.fender.com  Arhivirana inačica izvorne stranice od 15. svibnja 2007. (Wayback Machine)